# II Wszechpolski Konkurs Szybowcowy
II Wszechpolski Konkurs Szybowcowy – ogólnopolskie zawody szybowcowe rozegrane w 1925 roku na Oksywiu. Organizatorem był Związek Lotników Polskich, patronat honorowy nad nimi objął prezydent Rzeczypospolitej Stanisław Wojciechowski oraz Liga Obrony Powietrznej i Przeciwgazowej.

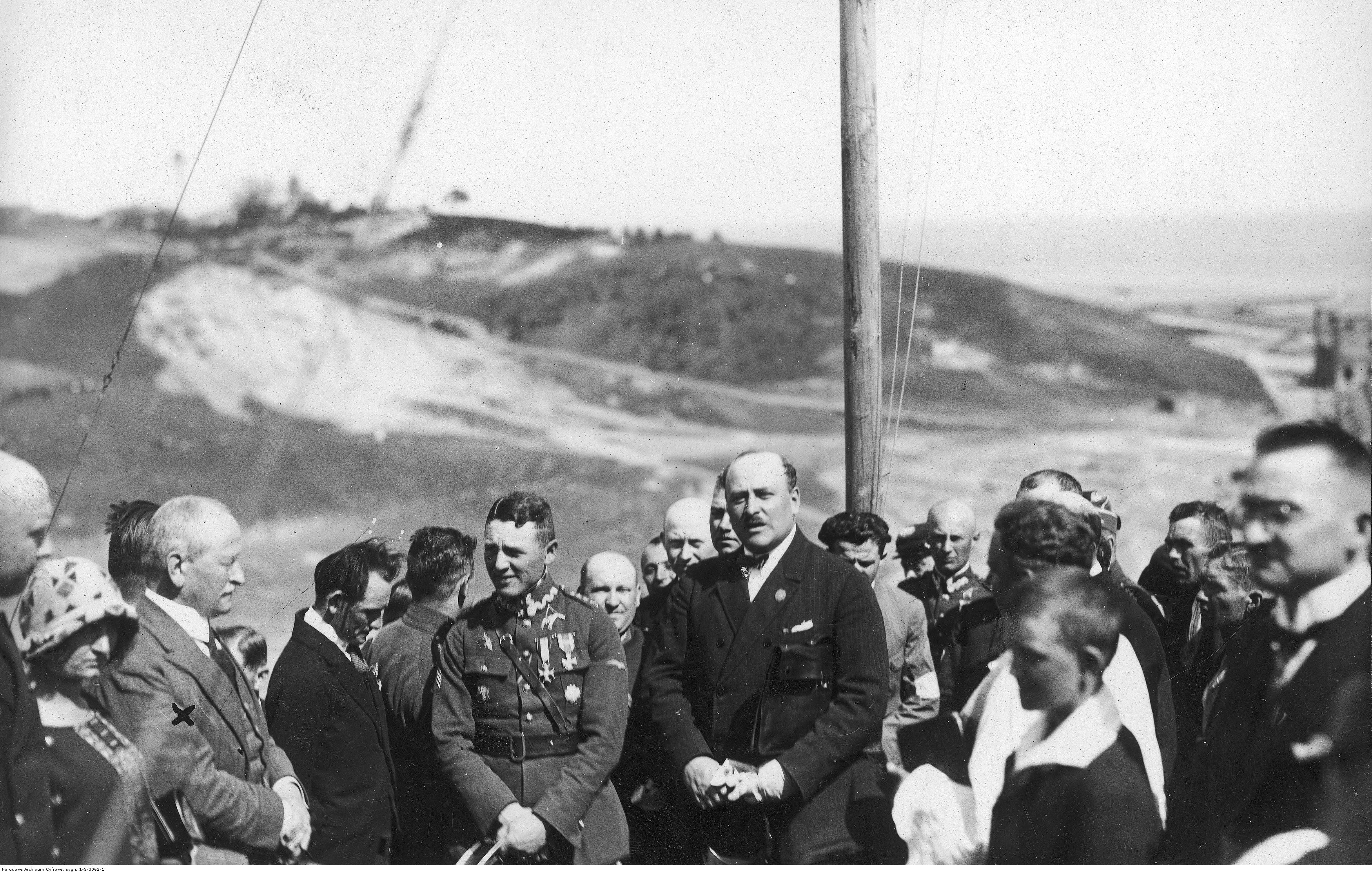
Otwarcie II Wszechpolskiego Konkursu Szybowcowego

## Historia

### Organizacja zawodów
Poznański Związek Lotników Polskich (ZLP) wystąpił z inicjatywą zorganizowania II Wszechpolskiego Konkursu Szybowcowego. Komitet Organizacyjny zebrał się 22 stycznia 1925 roku w składzie: inż. Bogusław Dobrzycki (Prezes Komitetu Wojewódzkiego LOPP w Poznaniu), inż. Michał Bohatyrew (przewodniczący Komisji Technicznej ZLP), Wasilewski (sekretarz Komitetu Wojewódzkiego LOPP w Poznaniu), mjr pil. Mieczysław Szczudłowski i dyr. Dziurzyński. Podczas tego i kolejnych spotkań dopracowano szczegóły organizacyjne, tj. miejsce konkursu oraz uzyskanie wsparcia patronalnego i honorowego. Dzięki staraniom członków Komitetu Organizacyjnego oficjalny patronat nad zawodami objął prezydent Rzeczypospolitej Stanisław Wojciechowski oraz Liga Obrony Powietrznej Państwa (LOPP).
Dodatkowo w skład Komitetu Organizacyjnego powołano czterech członków honorowych: gen. Włodzimierza Zagórskiego (szefa Departamentu IV Żeglugi Powietrznej Ministerstwa Spraw Wojskowych), Wojciecha Trąmpczyńskiego (Marszałka Senatu), inż. Witolda Czapskiego (szefa Departamentu Ruchu w Ministerstwie Komunikacji) oraz prof. Czesława Witoszyńskiego (współzałożyciela Politechniki Warszawskiej i mentora Sekcji Lotniczej Koła Mechaników Studentów Politechniki Warszawskiej). Dzięki takiemu doborowi członków honorowych uzyskano pomoc techniczną i personalną ze strony przemysłu lotniczego i lotnictwa wojskowego (ze strony 3. pułku lotniczego oraz Wielkopolskiej Wytwórni Samolotów „Samolot”), wsparcie państwowej administracji cywilnej oraz kwestie bezpłatnego transportu kolejowego sprzętu, pilotów, obsługi technicznej i szybowców. Pozyskano również do współpracy profesora Władysława Samosarskiego, meteorologa z Uniwersytetu Poznańskiego, który na zawodach zorganizował stację meteorologiczną. Widzowie otrzymali zniżki w wysokości 66% na przejazdy kolejowe na miejsce konkursu i z powrotem.
Na miejsce konkursu wybrano około 40-metrowe wzgórza morenowe leżące na Oksywiu koło Gdyni. Przy wyborze kierowano się istniejącą infrastrukturą komunikacyjną oraz ukształtowaniem terenu, które uznano za sprzyjające do wykonywania lotów szybowcowych.
Końcowym etapem prac Komitetu Organizacyjnego było opracowanie, przy współpracy Komisji Technicznej ZLP, dwóch dokumentów: „Regulaminu II Wszechpolskiego Konkursu Szybowców” oraz „Regulaminu Komisji Sportowej II Wszechpolskiego Konkursu Szybowców”.

### Darczyńcy i nagrody
Komitet Organizacyjny ufundował nagrodę pieniężną w wysokości 250 zł, nagrody rzeczowe o wartości 250 zł oraz dyplomy uznania. Ponadto organizatorzy pozyskali nagrody ze źródeł oficjalnych i społecznych:
- Departament IV Żeglugi Powietrznej – 5000 złotych (na dwie nagrody pieniężne),
- Zarząd Główny LOPP – puchar i nagroda przechodnia,
- Komitet Wojewódzki LOPP Poznań – 5000 zł (na pięć nagród pieniężnych),
- LOPP miasta Poznań – 1000 zł (na nagrodę pieniężną),
- LOPP miasta Suwałki – 1000 zł (na nagrodę pieniężną),
- starostwo puckie – 200 zł (na nagrodę pieniężną),
- firma Winkelhausen – kryształowy puchar,
- Towarzystwo Akcyjne „Piechcin” – motocykl
- mec. Chorzelski (firma „Akwawit”) – srebrny puchar,
- Kurier Poznański – sygnet,
- Bank Poznański – silnik lotniczy oraz 1000 zł (na nagrodę pieniężną),
- Automobilklub Polski – srebrny puchar,
- p. Tarkowski z Poznania – puchar.

### Szybowce zgłoszone do udziału w konkursie
| Nr konkursowy | Nazwa             | Zdjęcie | Konstruktor                        | Pilot                 | Rozpiętość | Długość | Wysokość | Powierzchnia nośna | Liczba lotów w konkursie |
| 2             | Bydgoszczanka     |         | Stanisław i Mieczysław Działowscy  | Ludwik Strzelczyk     | 10,24 m    | 6,5 m   | 2,6 m    | 15 m²              | 8                        |
| 3             | Bimbuś            |         | Franciszek Jach                    | Władysław Szulczewski | 12 m       | 6,5 m   | 1,8 m    | 18 m²              | ?                        |
| 4             | Żabuś             |         | Jana Siejkowski                    | Franciszek Jach       | 14,5 m     | 6,6 m   | 1,5 m    | 20 m²              | 3                        |
| 6             | SL-2 Czarny Kot   |         | Jerzy Drzewiecki                   | Stanisław Jakubowski  | 10,7 m     | 5,7 m   | 1,8 m    | 16 m²              | 9                        |
| 8             | SL-3              |         | Zygmunt Puławski i Jerzy Bistram   | Stanisław Jakubowski  | 8 m        | 5 m     | 1,5 m    | 11 m²              | 1                        |
| 10            | Orkan             |         | Tadeusz Grzmilas                   | Tadeusz Grzmilas      | 13 m       | 5,6 m   | 1,7 m    | 17 m²              | 9                        |
| 11            | Śpiesz się powoli |         | Jerzy Czechowski                   | Adolf Stempkowski     | 10,7 m     | 6,5 m   | 2,0 m    | 19,3 m²            | 13                       |
| 12            | Miś               |         | Michał Bohatyrew                   | Stanisław Wrembel     | 10 m       | 6 m     | 2 m      | 17 m²              | 26                       |
| 14            | Mewa              |         | Jan Bilski                         | Jan Bilski            | 11 m       | 6,2 m   | 1,6 m    | 16 m²              | 1                        |
| 15            | Czajka            |         | Mieczysław Jasiński, Jan Czarnecki | Józef Skrzypek        | 12 m       | 6 m     | 1,5 m    | 17 m²              | 1                        |
| 16            | Mechanik          |         | Józef Waraczewski                  | H. Gorzke             | 10,8 m     | 6,5 m   | 1,5 m    | 15 m²              | 2                        |
| 17            | Rywal             |         | Tadeusz Garstecki                  | Adolf Stempkowski     | 10 m       | 6 m     | 2,5 m    | 17 m²              | 1                        |
| 18            | S-1               |         | Józef Wallis                       | Władysław Szulczewski | 12 m       | 6,4 m   | 1,8 m    | 17,6 m²            | 18                       |
| 19            | S-III             |         | Józef Wallis                       | Jerzy Kossowski       | 9,8 m      | 6,2 m   | 2,1 m    | 33,3 m²            | 0                        |
| 20            | Motyl             |         | Michał Bohatyrew                   | H. Gorzke             | 10 m       | 6,7 m   | 1,5 m    | 17 m²              | 0                        |
| ------------- | ----------------- | ------- | ---------------------------------- | --------------------- | ---------- | ------- | -------- | ------------------ | ------------------------ |

### Przebieg konkursu

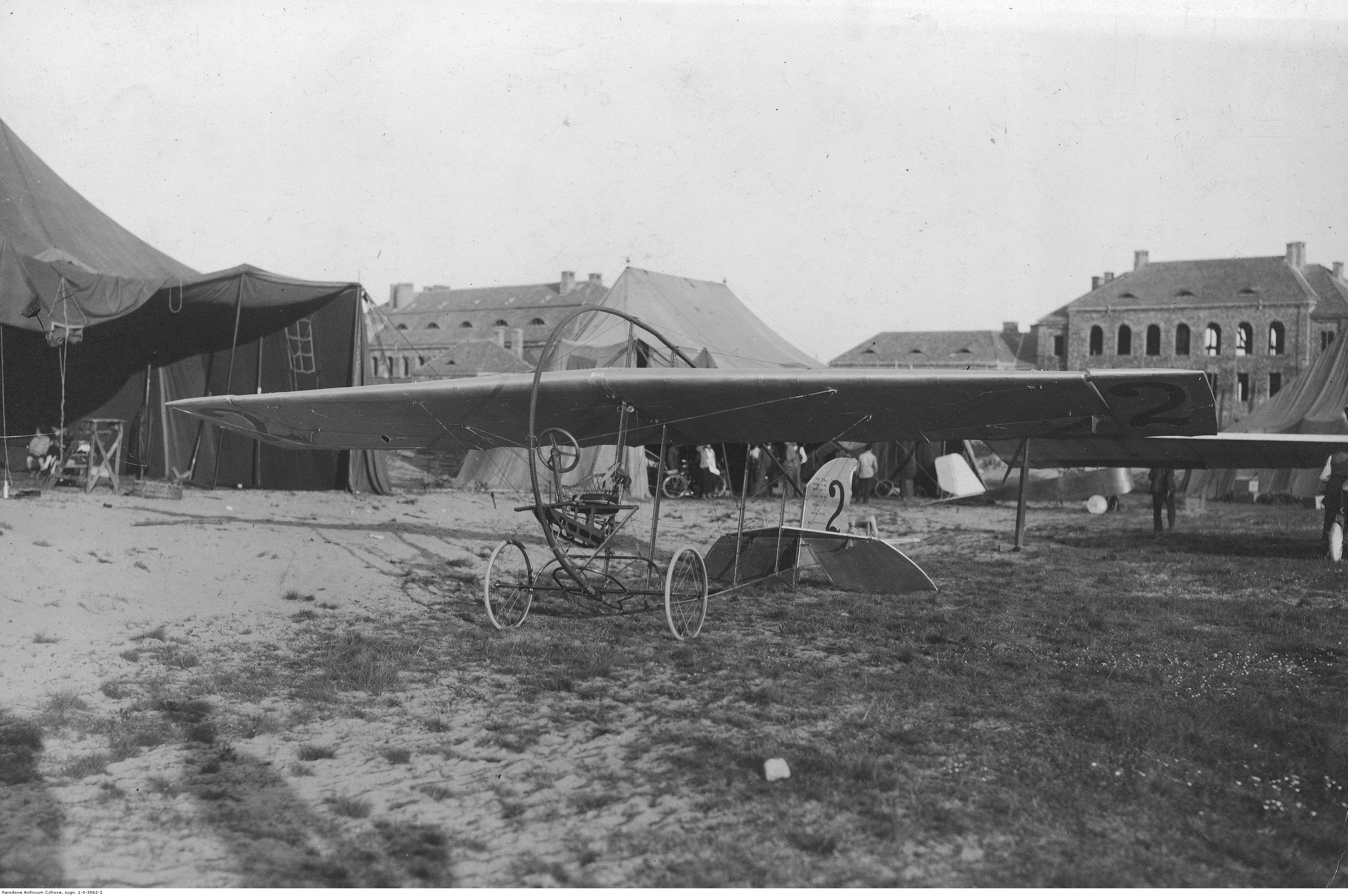
Szybowiec Bydgoszczanka przed hangarami

Zgłoszenia przyjmowano początkowo do 1 kwietnia, następnie termin został przedłużony do 15 kwietnia. Do tej daty zgłoszono do udziału w konkursie 23 konstrukcje, ale ostatecznie na Oksywie dotarło 16 szybowców. Trzy z nich nie wzięły udziału w Konkursie ze względów technicznych (dwa były nie w pełni wykończone, a jeden źle wyważony). Pierwsze transporty z szybowcami zaczęły docierać na miejsce zawodów 10 maja. 12 maja oficjalnie uruchomiono biuro Konkursu, jego kierownikiem został Roman Święcicki. W skład zarządu konkursu weszli: mjr obs. Andrzej Płachta, dyrektor Czesław Wawrzyniak i Michał Bohatyrew. Uczestnicy otrzymali do dyspozycji sześć polowych hangarów. Cztery wykorzystano dla szybowców, jeden dla polowego warsztatu oraz jeden na rzecz biura zawodów. Personel pomocniczy zakwaterowano w hangarach, a organizatorów, pilotów i personel wspomagający w hotelach w Gdyni. Czas do 16 maja poświęcono na montaż szybowców i ich oblatywanie.
Rankiem 17 maja 1925 roku komisja techniczna pod kierownictwem Michała Bohatyrewa dokonała przeglądu technicznego szybowców. Od rana pracowali też meteorolodzy i fotograf. Uroczyste otwarcie konkursu rozpoczęto od mszy świętej w intencji zawodów w kościele parafialnym św. Michała Archanioła celebrowanej przez ks. Klemensa Przeworskiego. Następnie zebrani udali się na miejsce zawodów gdzie dokonano poświęcenia sztandaru Związku Lotników Polskich i jego uroczystego wciągnięcia na maszt. Następnie przemówił z ramienia organizatorów inż. Michał Bohatyrew, po nim głos zabrał wiceminister kolei Julian Eberhardt.
18 maja 1925 roku wykonano pierwsze loty, łącznie w czasie konkursu przeprowadzono ich 93. Zachowała się tylko szczątkowa dokumentacja z ich przebiegu. 18 maja Ludwik Strzelczyk zainicjował loty startując na „Bydgoszczance”. Lot trwał 15 sekund i zakończył się uszkodzeniem szybowca. Następnie dwa loty wykonał Franciszek Jach na „Żabusiu”, podczas pierwszego przeleciał 560 metrów w ciągu 39 sekund, natomiast w drugim 420 metrów w 42 sekundy. Udokumentowany został też lot H. Gorzkego, który na „Mechaniku” w 16 sekund przeleciał 104 metry, ale uszkodził szybowiec. Podczas pierwszego lotu szybowca „SL-2 Czarny Kot” pilot w 27 sekund przeleciał 170 metrów. Następne udokumentowane loty wykonano 26 maja. „Miś” w pierwszym locie utrzymał się w powietrzu przez 65 sekund, SL-2 „Czarny Kot” wykonał swój drugi lot w czasie 28 sekund. 29 maja odbył się drugi lot „Misia”, który zakończył się po 25 sekundach lekkim uszkodzeniem skrzydła przy lądowaniu. Po naprawie sierż. Stanisław Wrembel wykonał jeszcze trzeci lot na „Misiu” trwający 59 sekund. W tym czasie szybowiec „Czajka” wykonał lot trwający 24 sekund. Władysław Szulczewski wykonał lot próbny szybowcem „Bimbuś” i w 20 sekund przeleciał 200 metrów. Kapitan Stanisław Jakubowski podczas swego trzeciego lotu na szybowcu SL-2 „Czarny Kot” utrzymał się w powietrzu przez 31 sekund.
Dokumentacja kolejnych lotów zachowała się w niekompletnej formie, zawiera numery lotów, osiągnięte czasy przelotu oraz pokonaną odległość, ale brak w niej nazw szybowców. Zapisy potwierdzają jedynie katastrofę szybowca SL-2 „Czarny Kot” 6 czerwca. Udokumentowana jest również katastrofa szybowca „Rywal” (11 lub 13 czerwca), podczas której Adolf Stempkowski odniósł ciężkie obrażenia. Przyczyną katastrofy było nie zamontowanie drążka sterowego, co spowodowało, że pilot nie miał kontroli nad szybowcem.
Na oficjalne zakończenie konkursu w 14 czerwca przybyli: kmdr Józef Unrug, kpt. Marian Wolbek, płk obs. Janusz de Beaurain, płk pil. Antoni Leonkow, płk January Grzędziński, mjr pil. Wacław Iwaszkiewicz, inż. Władysław Zalewski, organizatorzy konkursu i wszyscy uczestnicy. Uroczystość rozpoczęto mszą odprawioną w kościele św. Michała Archanioła, następnie w Hotelu Kaszubskim nastąpiło podsumowanie wyników zawodów, wręczenie nagród i uroczysty obiad. Za zwycięzcę został uznany szybowiec „Miś”, który wykonał najdłuższy lot (65 sekund), najdłuższy lot przy słabym wietrze (22 sekund) oraz uzyskał najdłuższy łączny czas lotów (15 min 55 sekund w 26 lotach).

## Znaczenie konkursu
Wyniki osiągnięte podczas konkursu oceniono jako słabe, co tłumaczono błędnym wyborem miejsca, które umożliwiało starty jedynie przy południowym wietrze, brakiem doświadczenia konstruktorów w budowie szybowców oraz pilotów w pilotowaniu tychże. Nie bez znaczenia było jednak uzyskanie doświadczeń w projektowaniu i budowie konstrukcji lotniczych, z których w swej dalszej pracy korzystali np. Jerzy Drzewiecki, Zygmunt Puławski oraz Stanisław i Mieczysław Działowscy. Na podstawie doświadczeń z przebiegu lotów zrodziła się koncepcja stworzenia stałych szybowisk w miejscach sprzyjających uprawianiu szybownictwa, co zaowocowało w późniejszym okresie stworzeniem szkół szybowcowych, m.in. w Bezmiechowej i Ustianowej. Dzięki artykułom, jakie pojawiły się w ogólnopolskiej prasie, zawody przyczyniły się do szerokiej popularyzacji szybownictwa. Zawody stały się też miejscem integracji środowiska lotniczego i wymiany doświadczeń.

## Przyznane nagrody
Nagrody przechodniej Zarządu Głównego LOPP nie przyznano, pozostałe nagrody otrzymali:
| Nagrodzony                                   | Podstawa przyznania nagrody                                   | Nagroda                                 |
| Michał Bohatyrew                             | Najdłuższy czas lotu szybowca (konstruktor)                   | – 3000 zł – 2000 zł – sygnet            |
| Władysław Wrembel                            | Najdłuższy czas lotu szybowca (pilot)                         | – 2000 zł – motocykl – puchar           |
| Franciszek Jach                              | Największy dystans lotu                                       | – 2000 zł                               |
| Tadeusz Grzmilas                             | Najlepiej skonstruowany szybowiec                             | – puchar ZG LOPP                        |
| Józef Wallis                                 | Najwyższa wysokość lotu (konstruktor)                         | – silnik lotniczy                       |
| Witold Szulczewski                           | Najwyższa wysokość lotu (pilot)                               | – 1000 zł                               |
| Jerzy Czechowski                             | Drugie miejsce za najdłuższy czas lotu (konstruktor)          | – 1000 zł – 200 zł – puchar             |
| Adolf Stempkowski                            | Drugie miejsce za najdłuższy czas lotu (pilot)                | – kryształowy puchar – 1000 zł – 500 zł |
| Józef Wallis                                 | Trzecie miejsce za najdłuższy czas lotu (konstruktor)         | – 500 zł                                |
| Władysław Szulczewski                        | Trzecie miejsce za najdłuższy czas lotu (pilot)               | – srebrny puchar                        |
| Tadeusz Grzmilas                             | Czwarte miejsce za najdłuższy czas lotu (konstruktor i pilot) | – 250 zł                                |
| Sekcja Lotnicza Koła Mechaników Studentów PW | Piąte miejsce za najdłuższy czas lotu (konstruktor)           | – dyplom uznania                        |
| Stanisław Jakubowski                         | Piąte miejsce za najdłuższy czas lotu (pilot)                 | – nagrody rzeczowe o wartości 250 zł    |
| -------------------------------------------- | ------------------------------------------------------------- | --------------------------------------- |